# Asterix & Obelix im Reich der Mitte
Asterix & Obelix im Reich der Mitte (Originaltitel Astérix et Obélix: L’Empire du Milieu) ist die fünfte Realverfilmung der Asterix-Comicreihe. Kinostart in Frankreich war der 1. Februar 2023. In Deutschland lief der Film am 18. Mai 2023 an. Der Film basiert nicht auf einer Asterix-Comicgeschichte.

## Handlung
Während die Kaiserin von China bei einem Staatsstreich gefangen genommen wird, flüchtet ihre Tochter Prinzessin Wun Da nach Gallien. Dort bittet sie Häuptling Majestix um seine Hilfe, um die Kaiserin zu befreien. Daraufhin machen sich Asterix und Obelix mit ihr auf den langen Weg nach China. 
Währenddessen ist auch Julius Caesar auf dem Weg nach China. Er hat sich mit den Aufständischen zusammengetan und möchte Kaiser von China werden, um damit Kleopatra zu beeindrucken und seine Beziehung mit ihr zu retten. 
Nach mehreren kleineren Abenteuern auf ihrer Reise, inklusive dem obligatorischen Zusammentreffen mit den Piraten, erreicht die Gruppe schließlich China und kann die Kaiserin befreien. Danach treffen sie zum finalen Kampf auf Julius Caesar und die römische Armee.

## Entstehung
Im Gegensatz zu den vergangenen vier Filmen änderte sich die Besetzung grundlegend, so spielt etwa Gérard Depardieu nicht mehr die Rolle des Obelix. Er wurde durch Gilles Lellouche ersetzt. Einige der Rollen wurden mit prominenten Nicht-Schauspielern besetzt. Unter anderen kann der schwedische Fußballspieler Zlatan Ibrahimović in der Rolle des Römers Caius Antivirus sein Kinodebüt feiern.
Pathé, Les Enfants Terribles und Tresor Films, die den Film koproduzierten, stand ein Produktionsbudget von 72,4 Millionen US-Dollar zur Verfügung.
Die ursprünglich 2020 in China geplanten Dreharbeiten wurden aufgrund der COVID-19-Pandemie verschoben und verlegt. Zwischen dem 12. April und dem 6. August 2021 fanden die Dreharbeiten dann in Frankreich und Marokko statt. Gedreht wurde in Frankreich unter anderem im Département Puy-de-Dôme, in der Gemeinde Brétigny-sur-Orge, und in einem oder mehreren Filmstudios in der Gemeinde Bry-sur-Marne.
Die deutsche Synchronfassung entstand bei der Cinephon Filmproduktions GmbH, Berlin. Marius Clarén führte Dialogregie.
| Rolle                     | Darsteller             | Synchronsprecher       |
| ------------------------- | ---------------------- | ---------------------- |
| Asterix                   | Guillaume Canet        | Axel Malzacher         |
| Obelix                    | Gilles Lellouche       | Marko Bräutigam        |
| Prinzessin Wun Da         | Julie Chen             | Gabrielle Pietermann   |
| Tat Han                   | Leanna Chea            | Rubina Nath            |
| Julius Cäsar              | Vincent Cassel         | Matthias Klie          |
| Genmais                   | Jonathan Cohen         | Dirk Petrick           |
| Epidemaïs                 | Ramzy Bedia            | Tobias Schmitz         |
| Kaiserin von China        | Linh Dan Pham          | Giuliana Jakobeit      |
| Deng Tsin Qin             | Bun Hay Mean           | Georgios Tzitzikos     |
| Win Zi Ling               | Manu Payet             | Gerrit Schmidt-Foß     |
| Biopix                    | José Garcia            | Michael Lott           |
| Tullius Perfidus          | Vincent Desagnat       | Alexander Doering      |
| Caius Antivirus           | Zlatan Ibrahimović     | Torben Liebrecht       |
| Abribus                   | Yann Papin             | Sven Hasper            |
| Kleopatra                 | Marion Cotillard       | Natascha Geisler       |
| Miraculix                 | Pierre Richard         | Axel Lutter            |
| Majestix                  | Jérôme Commandeur      | Marius Clarén          |
| Gutemine                  | Audrey Lamy            | Elisa Bannat           |
| Troubadix                 | Philippe Katerine      | Robert-Louis Griesbach |
| Automatix                 | André Kalmes           | Sven Gerhardt          |
| Jellosubmarine            | Tatiana Gousseff       | Aline Staskowiak       |
| Falbala                   | Angèle                 | Katharina Schwarzmaier |
| Prinz De Bi Li            | Tran Vu Tran           | Lasse Dreyer           |
| To Fu                     | Bô Gaultier de Kermoal | Rainer Doering         |
| Bierine                   | Bibine                 | Julia Biedermann       |
| Titanix                   | Orelsan                | Julien Haggège         |
| Kapitän Rotbart           | Franck Gastambide      | Karlo Hackenberger     |
| Han Shu                   | Jim-Adhi Limas         | Freimut Götsch         |
| Carioca                   | Laura Felpin           | Dina Kürten            |
| Reitender Söldner im Shop | Jonathan Thomas        | Johann Fohl            |
| Toufix                    | Florian Ordonez        | Tom Sielemann          |
| Erzähler                  | Gérard Darmon          | Lutz Riedel            |

## Trivia
Die Treibsandszene, in der der von Pierre Richard verkörperte Miraculix vor Obelix im Treibsand versinkt (ca. bei 6:50 min), ist an eine ähnliche Szene im Film Der Hornochse und sein Zugpferd (auch bekannt unter dem Titel Ein Tollpatsch kommt selten allein) angelehnt. Auch dort versinkt Richard (in der Rolle des François Perrin) im Treibsand (ca. bei 55 min), allerdings in Gegenwart von Gérard Depardieu in der Rolle als Campana; Depardieu war der Darsteller des Obelix in den ersten vier Asterix-Verfilmungen.
Während des Kampfes mit der römischen Armee ist der Schlachtruf der Figur Soldier aus dem Videospiel Team Fortress 2 zu hören.

## Kritik
Der US-amerikanische Aggregator Rotten Tomatoes erfasst 40 % wohlwollende Pressekritiken.